# Río Tembembe
El río Tembembe está ubicado en el estado de Morelos y el estado de México. Nace en el estado de México en el municipio de Ocuilan, en el Sistema Volcánico Transversal, a una altitud de 3500 m s. n. m. Con una longitud de 50.72 km, tan solo 4.41 km comprenden al estado de México, y al estado de Morelos comprenden los otros 46.31km.
Ya dentro del estado de Morelos se une con el río Chalma, con el que conforman la subcuenca del río Chalma-Tembembe.

## Etimología del Nombre
Para el filólogo Fernando Lara la palabra tembembe Proviene del Kikongo,  significando 'raya del trasero entre las dos nalgas', y metafóricamente, 'río encajonado' (cf. Tembela, nadar a merced de la corriente), es el único topónimo de origen africano que hemos detectado fuera de las regiones litorales del Golfo de México y del Pacífico.
El nombre del río es una reminiscencia directa de las aportaciones culturales que hicieron las personas africanas al municipio de Miacatlán y al estado de Morelos, el mismo nombre del río ha sido utilizado para resignificar la existencia de la población afromexicana en Morelos.

## El río Tembembe en el estado de Morelos
Al entrar al estado de Morelos, este entra por los municipios de Cuernavaca y Miacatlán, toma la dirección sur al dividir al municipio de Miacatlán en dos y penetra en Mazatepec para seguir al sur y unirse al río Chalma en Puente de Ixtla.
El río Tembembe pertenece al distrito de riego 16 y cuenta el mismo con la unidad de riego de el Rodeo, esta unidad cuenta con una superficie de riego de 1362 ha con un padrón de usuarios de 1192 personas.
Este río sirve de afluente a la laguna El Rodeo, mediante un canal se desvía el agua del río para llenar la presa.

## Localidades cercanas al río
El recorrido inicia de norte a sur.
- Mexicapa, Ocuilan, Estado de  México
- Ahuatenco, Ocuilan, Estado de  México
- Ajuchitlán,  Ocuilan, Estado de  México
- Cuentepec,   Temixco, Morelos
- Xochicalco,  Miacatlán, Morelos
- El Rodeo,   Miacatlan, Morelos
- Miacatlan,  Miacatlan, Morelos
- Mazatepec,  Mazatepec, Morelos
- Puente de Ixtla, Puente de Ixtla, Morelos.

## Otros resultados
- Río Amacuzac
- Río Balsas
- El Rodeo
- CONAGUA